# 原甲酸
原甲酸，又名甲三醇，是具有分子式HC(OH)3的化合物。在该分子中，中心碳原子结合至一个氢和三个羟基基团。
原甲酸一直以来被认为会马上分解为水和甲酸，因此无法观察、分离。不过，原甲酸最终于2024年由冷冻的甲醇与氧的混合物经电子照射而成，然后用质谱法发现。

## 酯
原甲酸酯是存在的，和缩醛类似，它们对碱稳定，但在酸性条件下容易水解为醇和甲酸酯。它们用作温和的脱水剂，尤其广为人知的是原甲酸三甲酯，原甲酸三乙酯和原甲酸三异丙酯。